# Transport (Schriftart)
Transport ist eine serifenlose Schriftart, die zwischen 1957 und 1963 von den Designern Jock Kinneir und Margaret Calvert im Auftrag des Verkehrsministeriums (Department of Transport) für Verkehrsschilder im Vereinigten Königreich entwickelt wurde. Gestaltungsziel war eine klare Leserlichkeit und Unterscheidbarkeit der Buchstaben, speziell zum schnelles Erkennen im Straßenverkehr. Sie ist die einzige für britische Verkehrszeichen anzuwendende Schrift (mit Ausnahme von Beschilderungen an Autobahnen, für die eine andere Schriftart Motorway verwendet wird).
Die Schrift wird neben dem Vereinigten Königreich weltweit in anderen Ländern auf Verkehrszeichen verwendet, beispielsweise in Irland, Portugal und Griechenland.
Es werden zwei Schriftschnitte verwendet:
- Transport Medium: leichtere Schrift, genutzt für weiße Buchstaben auf dunklem Hintergrund (beispielsweise grüne Schilder an übnergeordneten Straßen)
- Transport Heavy: fette Variante für schwarze Buchstaben auf hellem Hintergrund (beispielsweise weiße Schilder an Nebenstraßen).

Es gibt abgeleitete Varianten, beispielsweise New Transport von Margaret Calvert und Henrik Kubel mit zusätzlichen Schriftschnitten. Eine Variante GDS Transport ist für die Verwendung auf der Webpräsenz der britischen Regierung vorgeschrieben.

Verwendungsbeispiele
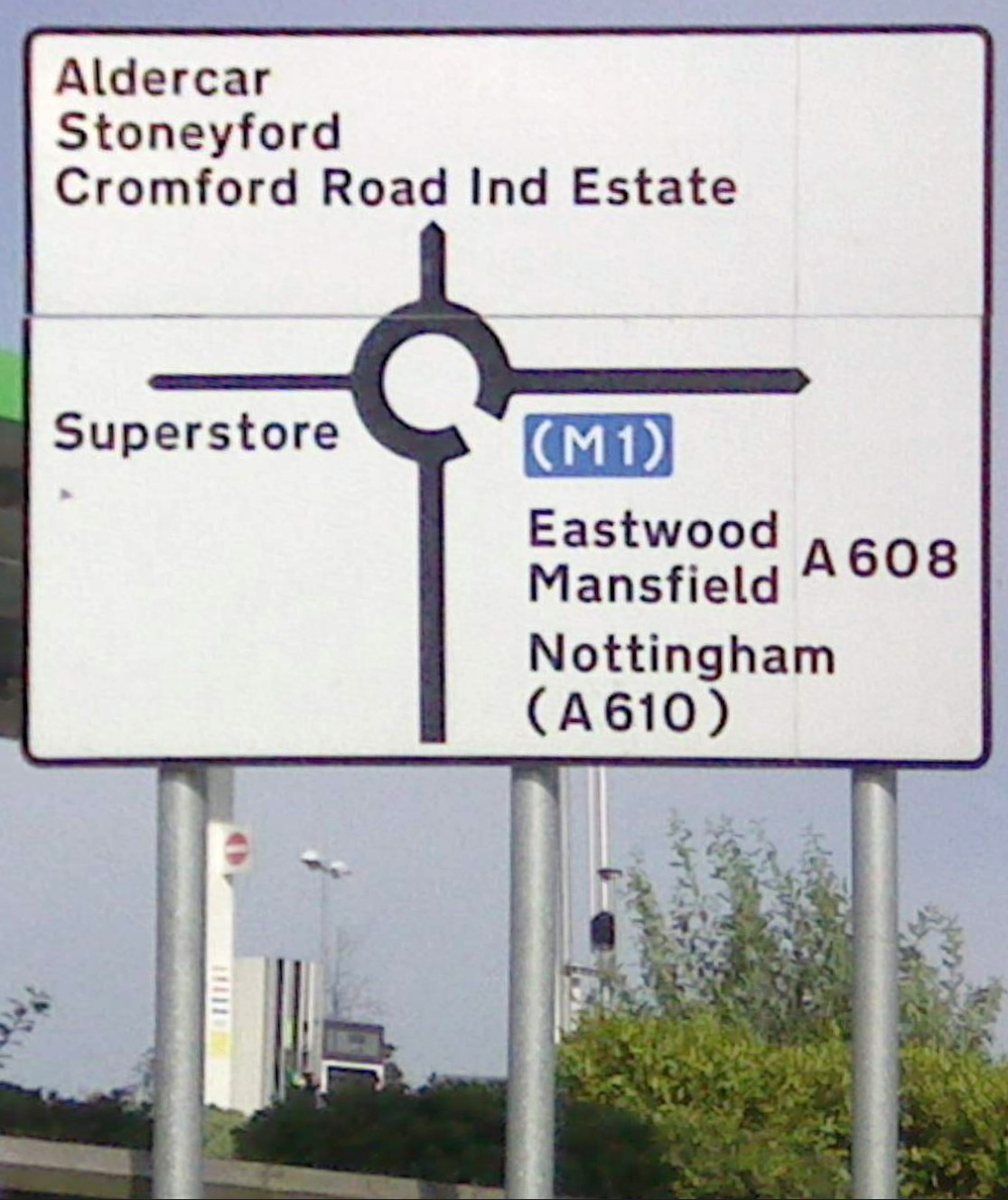
Wegweiser in England (2014)
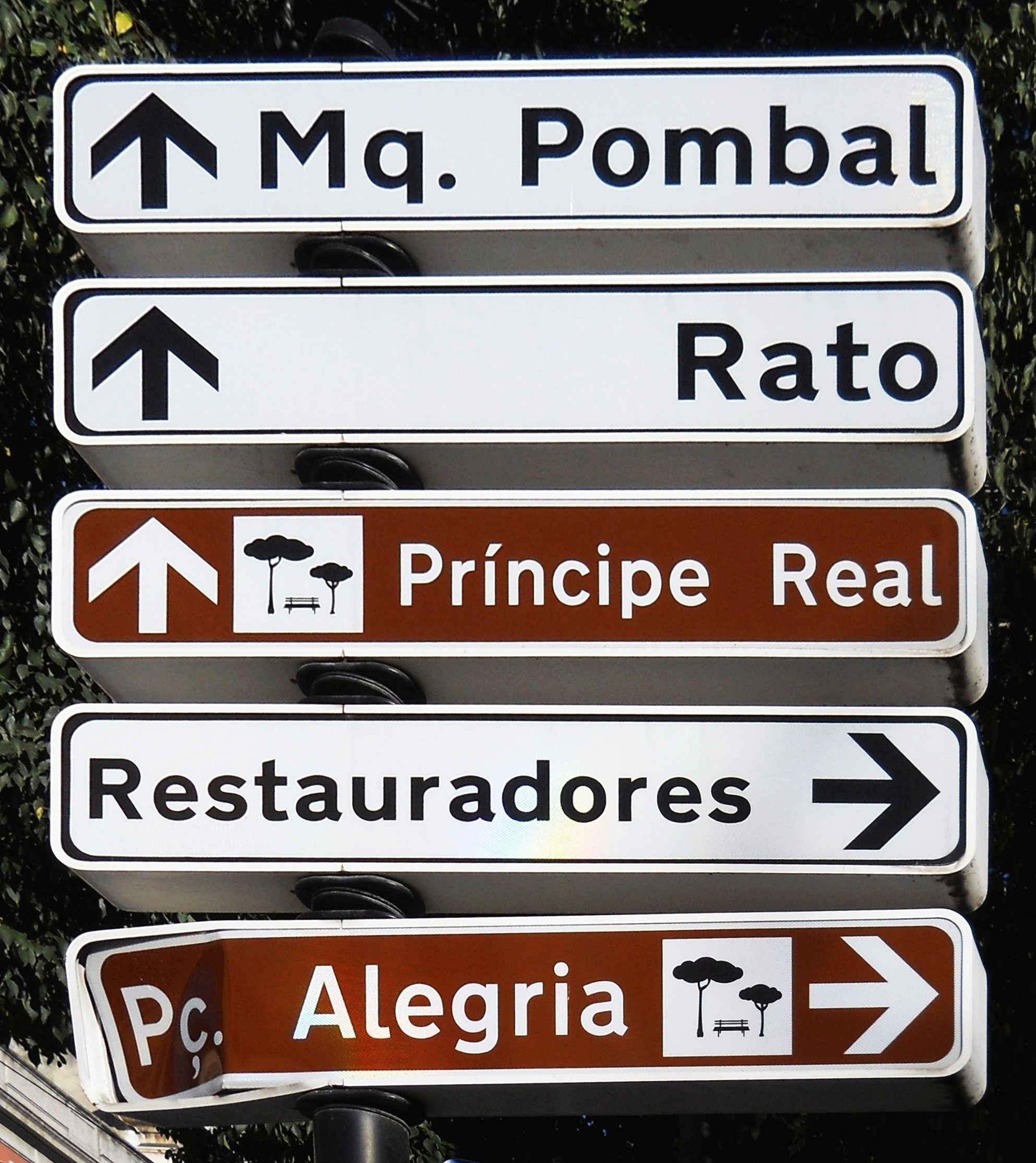
Wegweiser in Portugal (2010)
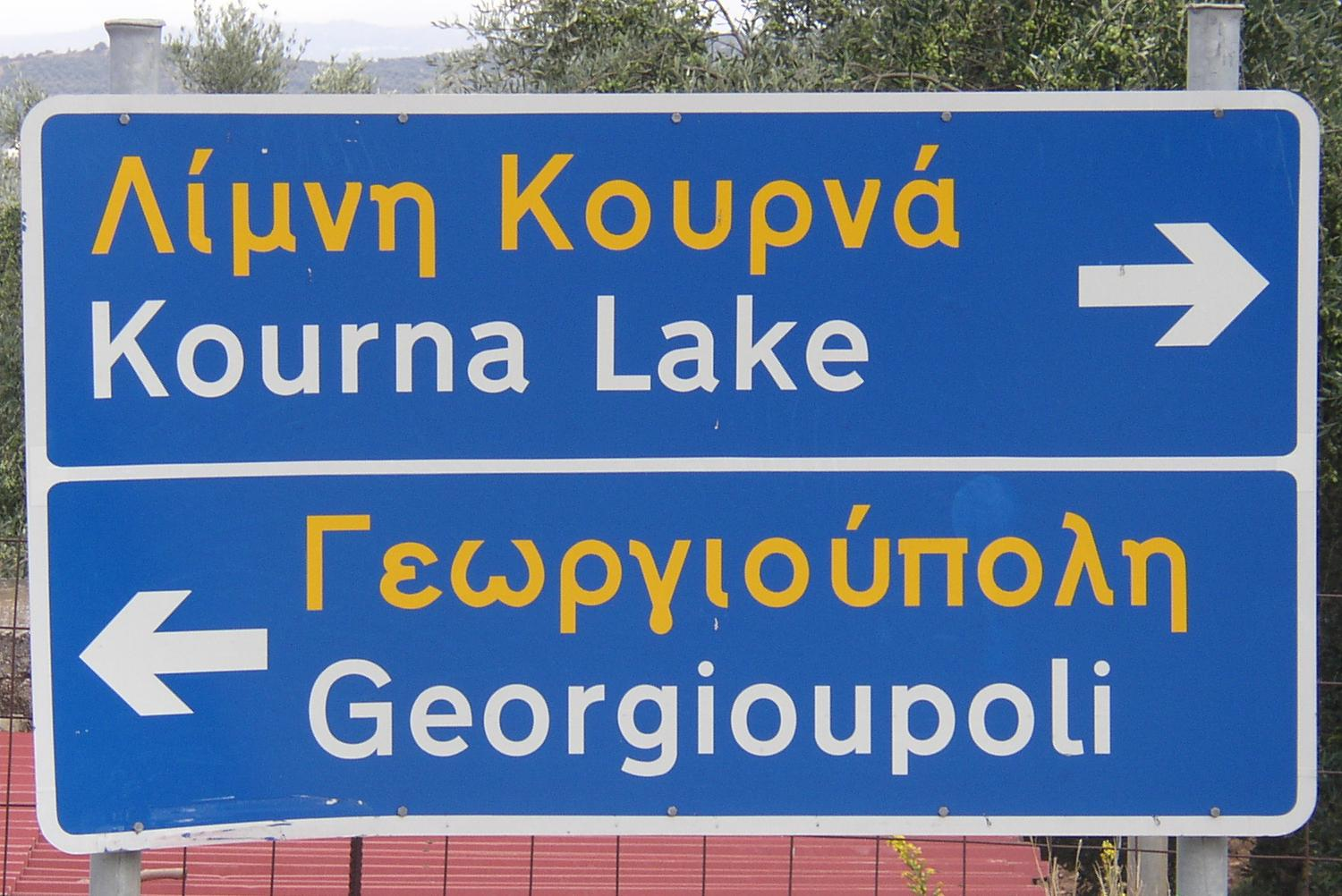
Wegweiser in Griechenland (2006), auch griechische Buchstaben sind Teil der Schriftart
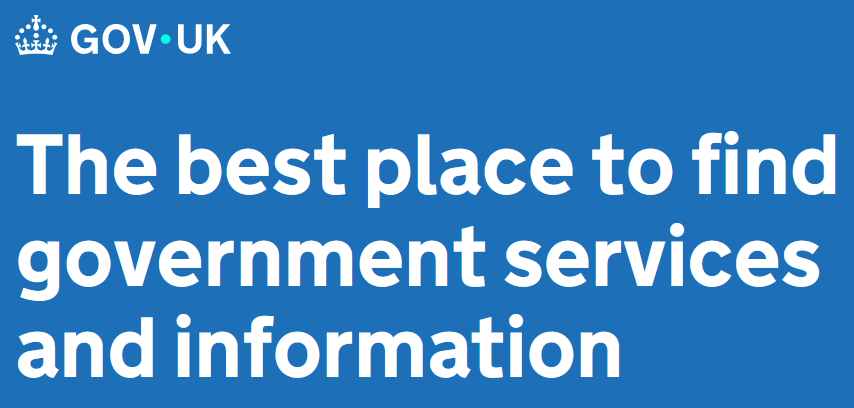
Detail der britischen Regierungs-Website mit Font-Variante GDS Transport